# Chamical
Chamical é uma cidade da Argentina, localizada na província de La Rioja